# Zhong Kang
Zhong Kang (中康/仲康; Zhōng/Zhòng Kāng) var en kung under den kinesiska Xiadynastin och regerade från 1880 till 1874 f.Kr. Zhong Kang blev regent efter att hans bror Tai Kang avlidit. Zhong Kangs regerade från Zhenxun.
Under sitt sjunde år som regent avled Zhong Kang, och efterträddes han av sin son Xiang av Xia.
Zhong Kangs biografi är beskriven i de historiska krönikorna Shiji och Bambuannalerna.